# Gouverneur général d'Afrique du Sud

Drapeau du gouverneur général d'Afrique du Sud (1953-1961).

Le gouverneur général d'Afrique du Sud est le représentant du monarque de l'union d'Afrique du Sud du 31 mai 1910 au 31 mai 1961. Il a également la fonction de haut-commissaire représentant le gouvernement britannique, non seulement auprès de l'Union sud-africaine, mais aussi auprès des colonies britanniques du Basutoland, du Bechuanaland et du Swaziland.

## Histoire
L'union d'Afrique du Sud est un dominion, membre du Commonwealth, établi à partir des anciennes colonies du Transvaal, du Natal, du Cap et de l'État libre d'Orange.
À partir de 1948, les liens avec la Couronne britannique se distendent. Le Parti national arrivé au pouvoir avec Daniel François Malan est un parti républicain afrikaner, qui ne voit dans les liens avec la Couronne britannique qu'un anachronisme et une relique de la colonisation.
En 1953, Élisabeth II est le premier monarque à être spécifiquement proclamé « reine d'Afrique du Sud » et à porter explicitement ce titre.
En 1957, l'hymne britannique God Save the Queen cesse d'avoir le statut d'hymne national aux côtés de l'hymne sud-africain Die Stem van Suid-Afrika. De même, l'Union Jack cesse d'être un drapeau national de statut similaire au drapeau sud-africain. 
Le 5 octobre 1960, le Premier ministre Hendrik Verwoerd organise un référendum sur le statut du pays en demandant aux Sud-Africains blancs de soutenir la proclamation de la république d'Afrique du Sud. La réponse est affirmative à 52 %, seuls les électeurs de la province majoritairement anglophone du Natal ayant répondu négativement.
Charles Robberts Swart, le dernier gouverneur général, devient le premier président de la république d'Afrique du Sud le 31 mai 1961.

## Liste des gouverneurs d'Afrique du Sud (1910-1961)
| No | Titulaire                                                         | Portrait | Début de mandat  | Fin de mandat    | Monarque                        | Premier ministre                                                 |
| -- | ----------------------------------------------------------------- | -------- | ---------------- | ---------------- | ------------------------------- | ---------------------------------------------------------------- |
| 1  | Herbert Gladstone (1854-1930)                                     |          | 31 mai 1910      | 8 septembre 1914 | George V                        | Louis Botha                                                      |
| 2  | Sydney Buxton, 1er comte Buxton (1853-1934)                       |          | 8 septembre 1914 | 17 novembre 1920 | George V                        | Louis Botha Jan Smuts                                            |
| 3  | Arthur du Royaume-Uni, duc de Connaught et Strathearn (1883-1938) |          | 17 novembre 1920 | 21 janvier 1924  | George V                        | Jan Smuts                                                        |
| 4  | Alexander Cambridge, comte d'Athlone (1874-1957)                  |          | 21 janvier 1924  | 26 janvier 1931  | George V                        | Jan Smuts James B. Hertzog                                       |
| 5  | George Villiers, 6e comte de Clarendon (1877-1955)                |          | 26 janvier 1931  | 5 avril 1937     | George V Édouard VIII George VI | James B. Hertzog                                                 |
| 6  | Sir Patrick Duncan (1870-1943)                                    |          | 5 avril 1937     | 17 juillet 1943  | George VI                       | James B. Hertzog Jan Smuts                                       |
| —  | Nicolaas Jacobus de Wet (1873-1960) (intérim)                     |          | 17 juillet 1943  | 1er janvier 1946 | George VI                       | Jan Smuts                                                        |
| 7  | Gideon Brand van Zyl (en) (1873-1956)                             |          | 1er janvier 1946 | 1er janvier 1951 | George VI                       | Jan Smuts Daniel François Malan                                  |
| 8  | Ernest George Jansen (1881-1959)                                  |          | 1er janvier 1951 | 25 novembre 1959 | George VI Élisabeth II          | Daniel François Malan Johannes Strijdom Hendrik Frensch Verwoerd |
| —  | Lucas Cornelius Steyn (en) (1903-1976) (intérim)                  |          | 26 novembre 1959 | 11 décembre 1959 | Élisabeth II                    | Hendrik Frensch Verwoerd                                         |
| 9  | Charles Robberts Swart (1894-1982)                                |          | 11 décembre 1959 | 30 avril 1961    | Élisabeth II                    | Hendrik Frensch Verwoerd                                         |
| —  | Lucas Cornelius Steyn (en) (1903-1976) (intérim)                  |          | 30 avril 1961    | 31 mai 1961      | Élisabeth II                    | Hendrik Frensch Verwoerd                                         |